# Johann Ender
Johann Nepomuk Ender (Bécs, 1793. november 4. – Bécs, 1854. március 16.) – a 19. századi romantika osztrák tájkép- és portréfestője.

## Élete
Bécs külvárosában élő szegény, sziléziai kereskedő család gyereke volt. Ikertestvére Thomas, ugyancsak jeles festő lett. Mindkét fiú már gyermekkorában ügyesen rajzolt, így tizenhárom éves korukban felvették őket a bécsi Szent Anna művészeti akadémiára (1806. április 23.) Antik gipszek és természet utáni rajzolást, anatómiát, majd képkomponálást tanultak (1806–1810).
A bécsi Művészeti Akadémián (Akademie der bildenden Künste) mesterei voltak: Hubert Maurer (1738–1818), a lengyel Franz Xaver Ferdinand von Lampi (Franciszek Ksawery Lampi – 1782–1852), Heinrich Friedrich Fueger (1751–1818) és a szlovén Franz Caucig (Kavcic – 1755–1828). Az Akadémián több díjat nyert alkotásaival. Először történelmi tárgyú képeket, majd Jean-Baptist Isabey (fr) (1767–1855) miniatűrfestészenétek hatására – miniatúra stílusban – arcképeket kezdett festeni. Első arcképeivel már 1814-ben jelentkezett. Egyik korai festményét Esterházy Pál herceg vette meg. Rövid idő múlva Bécs kedvelt és jól ismert portréfestője lett (1815–1817).
A Habsburg-birodalom főnemességének festőjeként ismerkedett meg a gróf Széchényi Ferenc családjával. Gróf Széchenyi István meghívta itáliai, görög- és közel-keleti útjára, ahol az utazócsoport tagja volt (1818–1819). Az útjuk során készített vázlatait később készített képeinél felhasználta.
Utazásaiból hazatérve, itáliai tanulmányokra akadémiai ösztöndíjat kapott (1820). Előbb Firenzében, majd testvérével együtt Rómában élt (1820–1821). Tanulmányai alatt, leginkább Raffaello alkotásait másolta. Már nem csak portrékat, hanem történelmi és vallási tartalmú kompozíciókat is festett. Tanulmányai befejezése után, mielőtt visszatért volna Bécsbe, tanulmányutat tett. Elment ismét Firenzébe, majd Genovába, Milánóba, Genfbe, Párizsba és Münchenbe (1826–1827). Hosszabb időt töltött a francia fővárosban. – Megtartotta kapcsolatát Itáliával, a római Accademia di San Luca tagja lett (1825).
A bécsi Művészeti Akadémián a történelmi festészet professzora volt (1829–1850). Ám ugyanabban az időben a királyi család és az arisztokrácia tagjainak kedvelt portréfestője maradt. Portréit litográfiák vagy metszetek formájában gyakran reprodukálták. Így a városban, sőt az egész birodalomban a legismertebb művészek közé tartozott.
Fia, Eduard Ender(en) (1822–1883), szintén festő volt.
A bécsi Matzleinsdorf-i katolikus temetőbe temették el, de annak felszámolását követően sírját a Waldmüllerparkban kialakított temetőbe helyezték át. – A festő-családról utcát neveztek el Bécsben a 20. század elején.

## Galéria

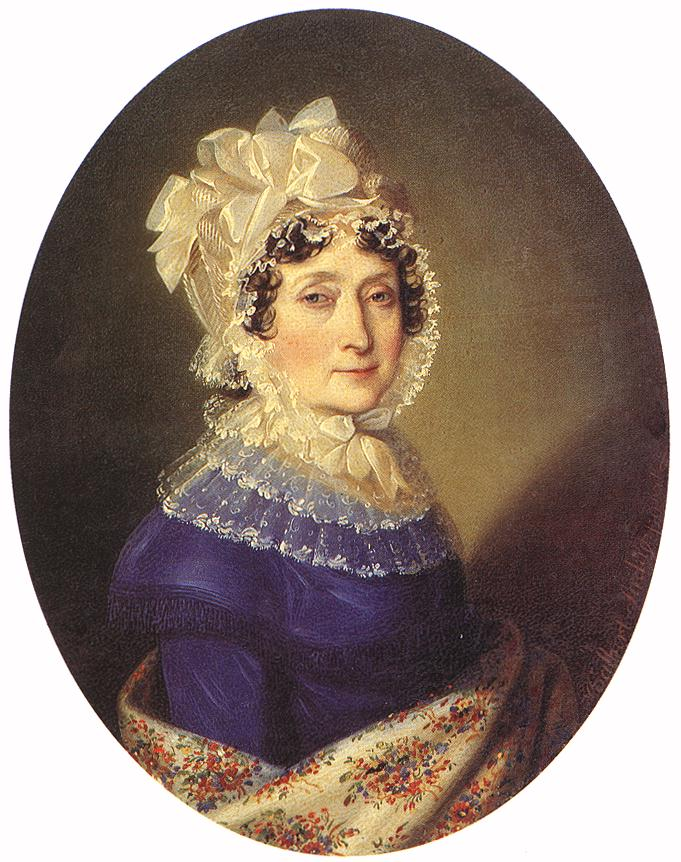
Gróf Széchényi Ferencné, Festetich Julianna (1817)
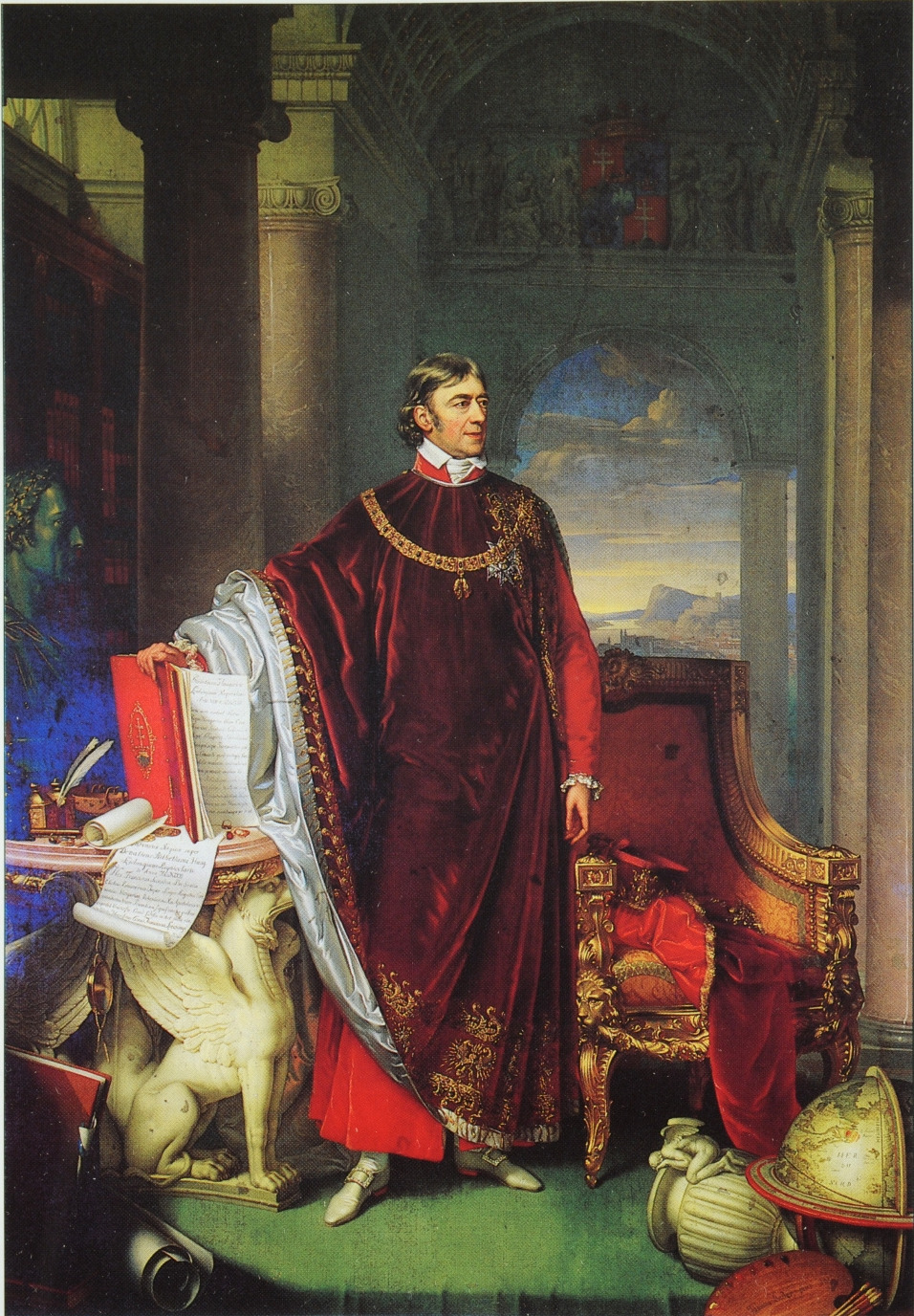
Gróf Széchényi Ferenc (1823)
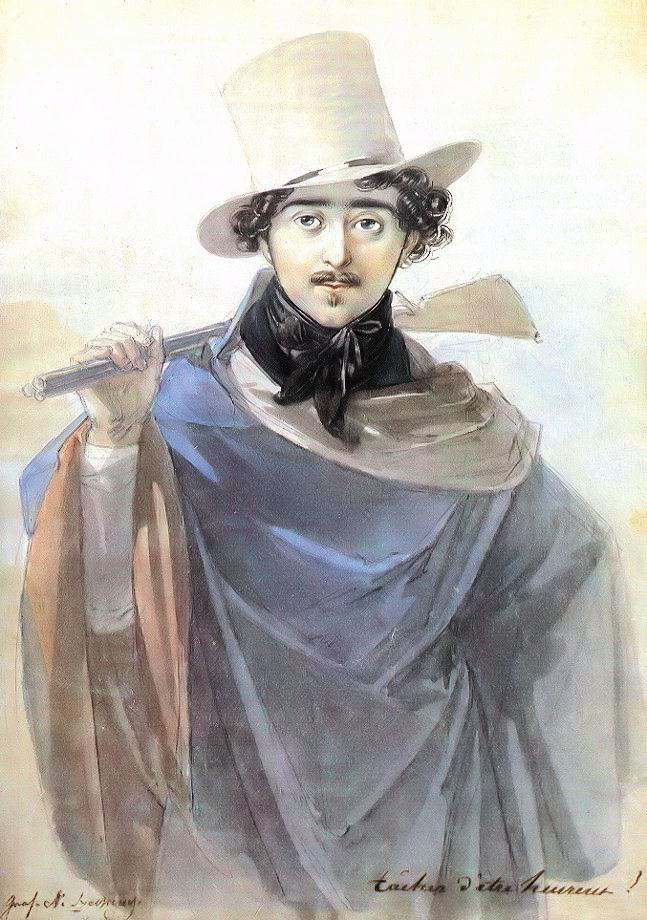
Gróf Széchenyi István (1818)
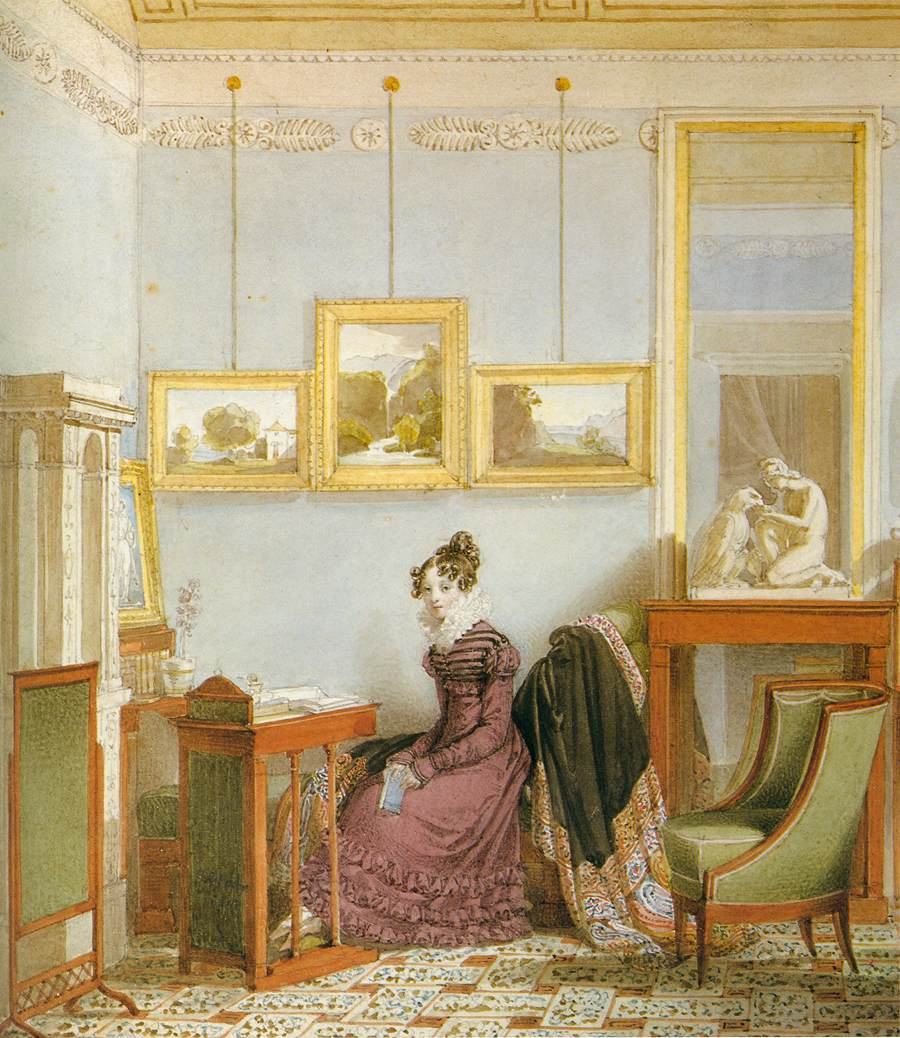
Nő az íróasztalánál (1820)
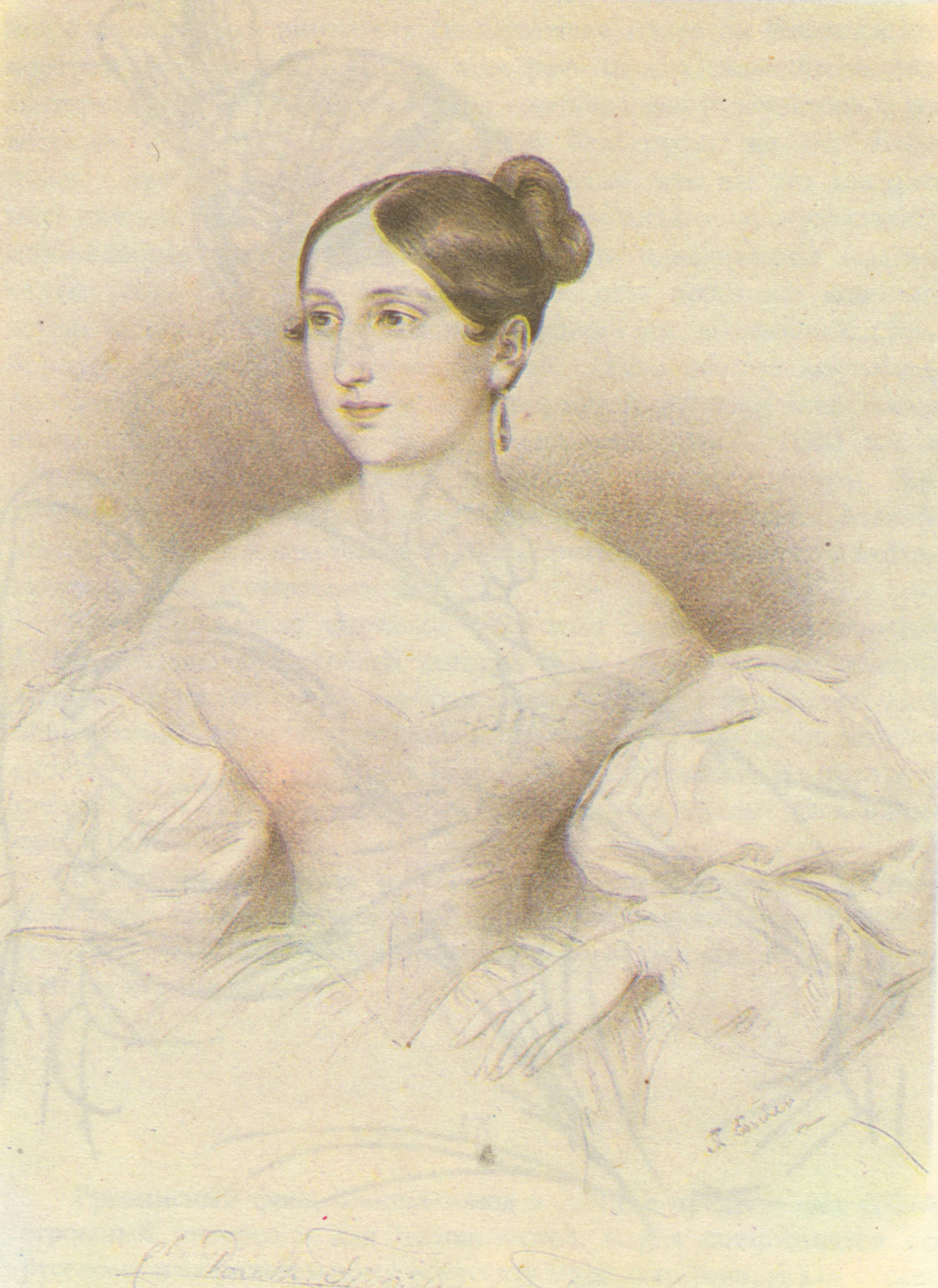
Dolly de Ficquelmont orosz grófnő (1820)
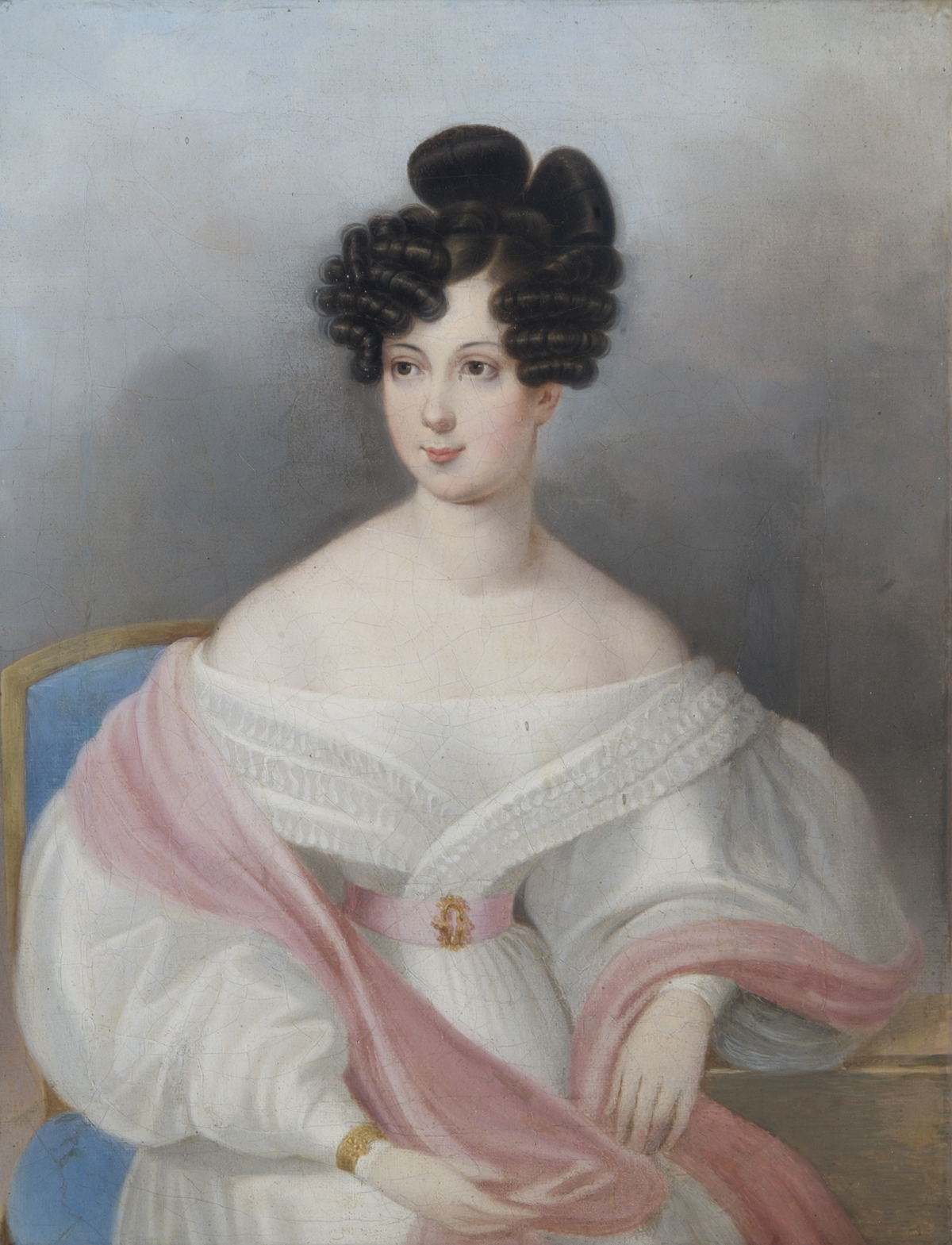
Rhédey Klaudia grófnő (1830)
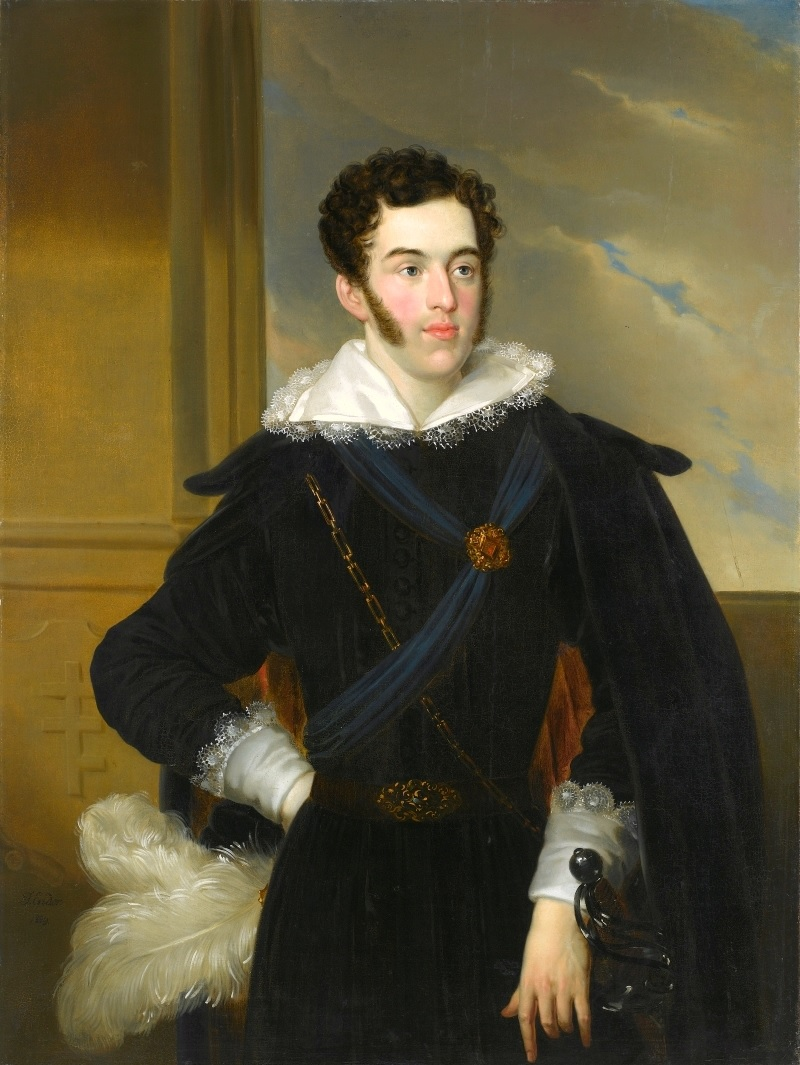
August Potocki lengyel herceg (1829)
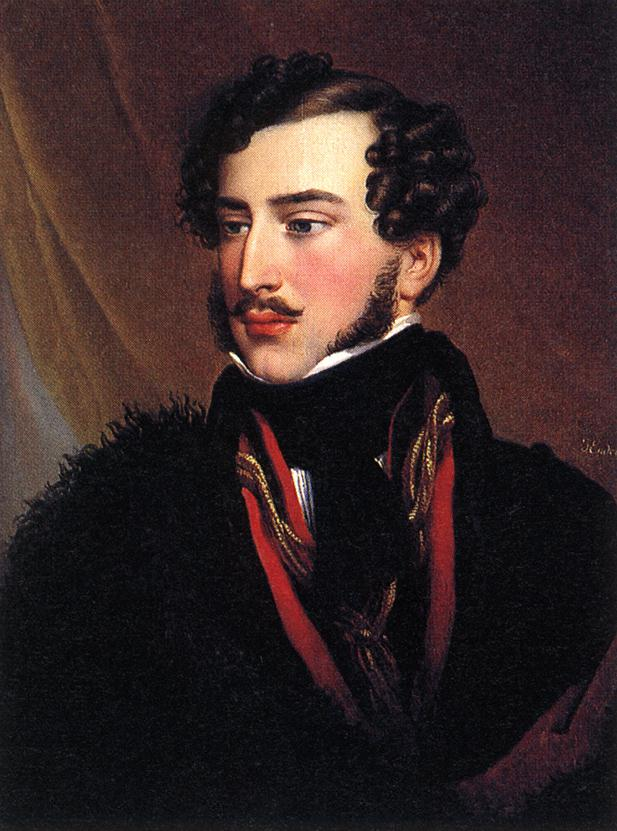
Gróf Károlyi György (1830)
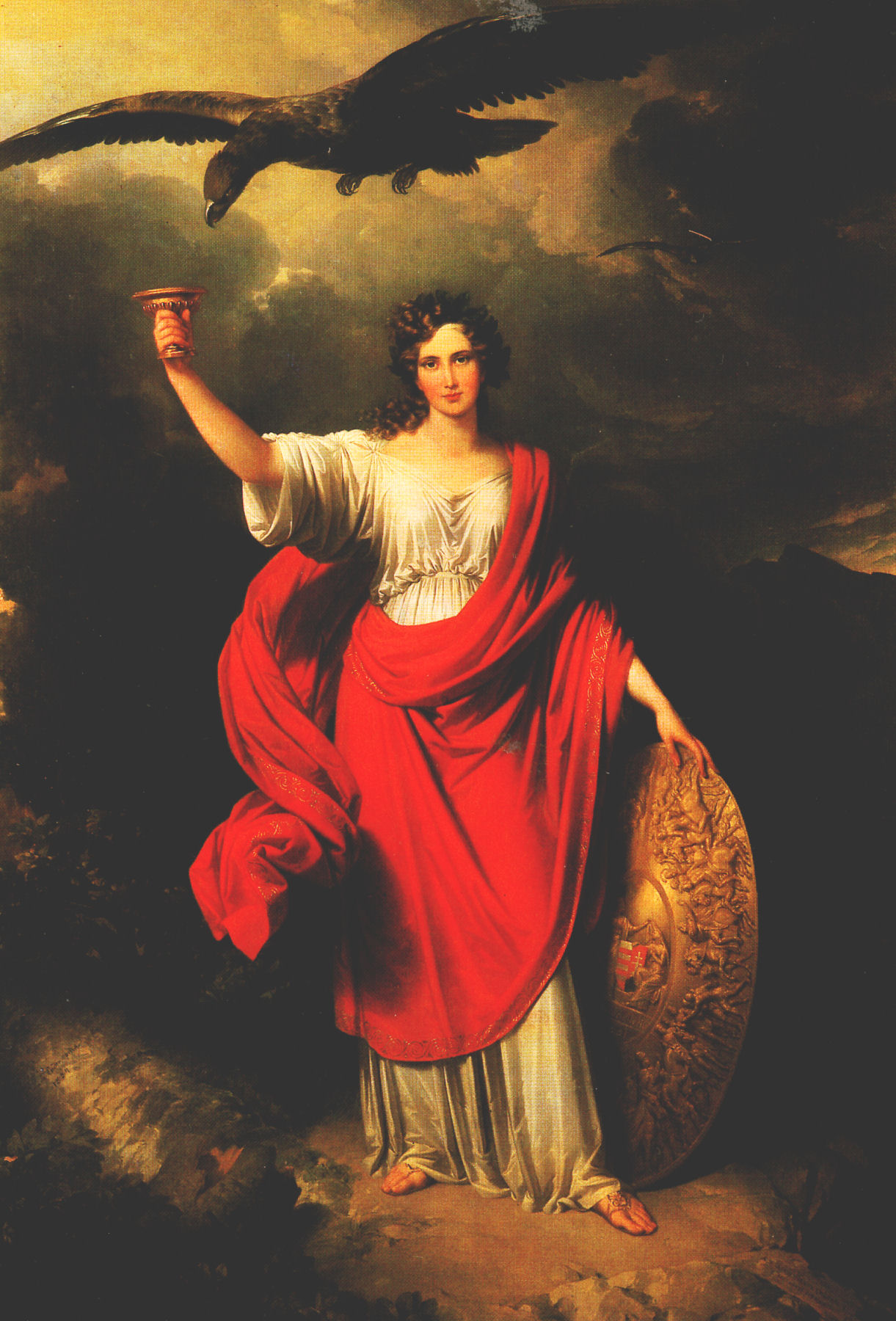
Borúra derű – A Magyar Tudományos Akadémia allegóriája (1831)
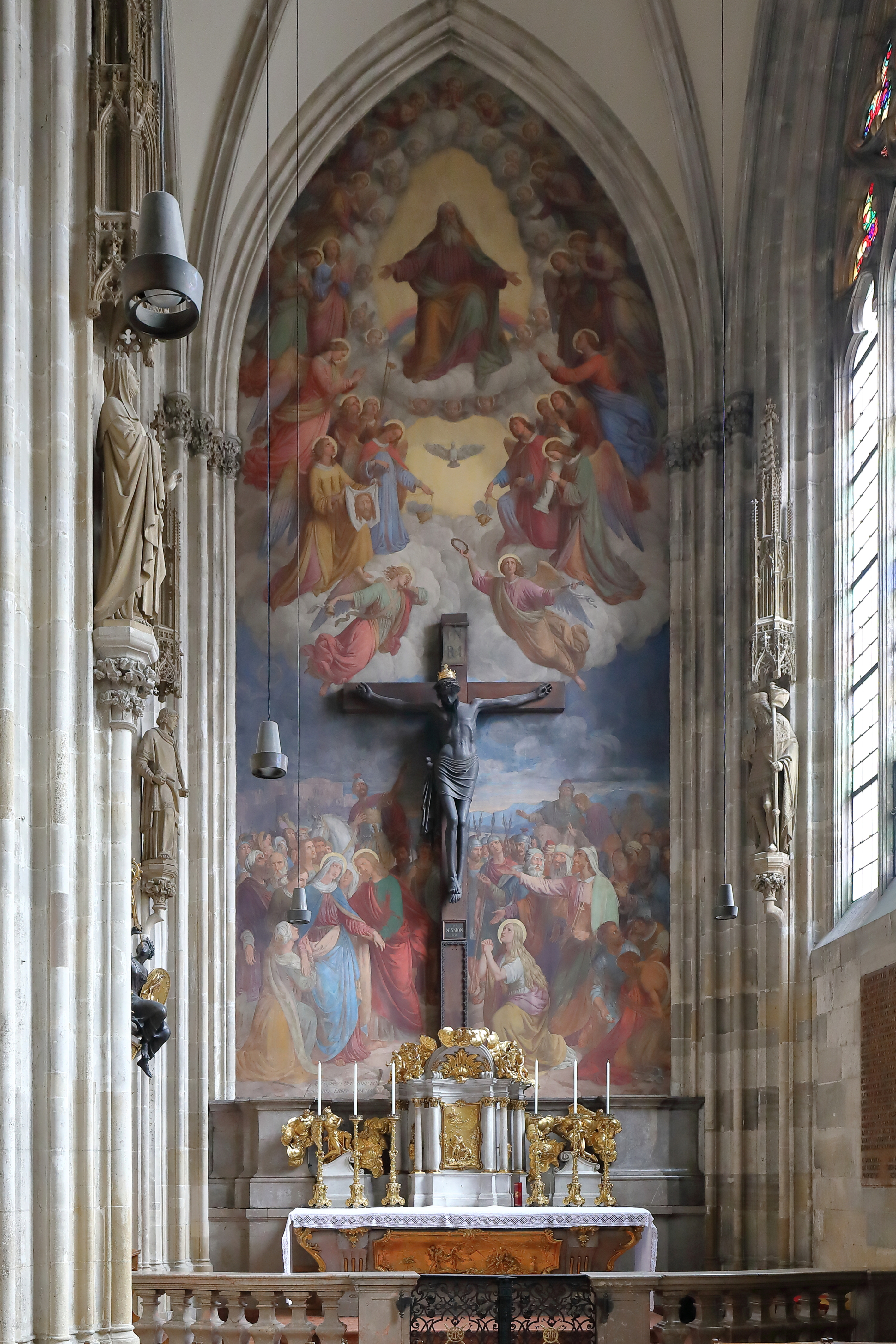
A Tirna-kápolna freskója a bécsi Szent István dómban (1850–1852)

## Képeiből
- Madonna a szendergő gyermek Jézussal (?).
- Marcus Aurelius halálos ágyán (1814).
- Oresztészt üldözik a fúriák (1815).
- Minerva megmutatja Ithakát Odüsszeusznak (1916).
- Mária mennybemenetele (1817).
- Gróf Széchényi Ferencné, Festetics Julianna portréja (1917).
- Antik mitológiai jelenetek (tusrajz) (1818).
- Gróf Széchenyi István (1818).
- Török fürdőben (1818).
- Gróf Dessewffy József portréja (1820).
- Lány az íróasztalánál (1820).
- Dolly de Ficquelmont (Дарья Фёдоровна Фикельмoн) grófnő portréja (1820).
- Görög lány (1821).
- Széchényi Ferenc (1823).
- Kazinczy Ferenc (acélmetszet) 1828.
- Agust Potocki (pl) herceg portréja (1829).
- Natália Potocki hercegnő portréja (1829).
- Henrietta nassau–weilburgi hercegnő portréja (1829).
- Rhédey Klaudia Zsuzsanna grófnő portréja (1830).
- Savoyai Mária Anna osztrák császárné és magyar királyné portréja (1830).
- I. Ferenc József mint gyerek (ceruzarajz) (1830).
- Gróf Károlyi György portréja (1830).
- Borúra derű (A Magyar Tudományos Akadémia allegóriája) (1831).[11]
- Habsburg-Tescheni Károly főherceg, az 1809-es asperni csata győztese, feleségével, Hentietta nassau-weilburgi hercegnővel és gyermekeivel (1832).
- A reichstadti herceg portréja (akvarell) (1811–1832?)
- Reichstadt hercege (II. Napóleon) a halottas ágyán (akvarell) (1832).
- Joel von Joelson báróné a lányával (1832).
- Asszony csipkés főkötőben (1833).
- Mária Erzsébet hercegnő portréja (akvarell) (1833).
- Gróf Esterházy Mihály portréja (1834).
- Mária a gyermekkel (1835).
- Metternich hercegnő képe (1835).
- Habsburg–Tescheni Mária Terézia főhercegnő (1836).
- Elizaveta Alexandra Fikelmon (Елизавета-Александра Фикельмoн) grófnő portréja (1840)
- A lányok (1846)
- Mária Ludovika (Mária Lujza) főhercegnő (I. Napóleon felesége) portréja (1847).
- Szapáry grófnő fehér ruhában, kockás sállal (1847).
- Madonna (1839).
- Dávid király (1845).
- Szent Jakab (1845).
- Szent Katalin (1847).
- Hiúság és szerénység (1848).
- Orfeusz és Eurüdiké (színezett acélmetszet) (?)
- A bécsi Szent István-dómban a Tirna-, Kereszt- vagy Liechtenstein-kápolna keresztje mögötti freskó – A megváltás misztériuma (1850–1852).[12]
- Madonna a gyermekkel egy tájban (1851).
- Campaniai emberek (1852).
- Három fiatal nő a parkban (akvarell) (1853).